# Resolució 155 del Consell de Seguretat de les Nacions Unides
La Resolució 155 del Consell de Seguretat de les Nacions Unides, aprovada per unanimitat el 24 d'agost de 1960, després d'examinar la sol·licitud de la República de Xipre per a ser membre de les Nacions Unides, el Consell va recomanar a l'Assemblea general que Xipre fos admesa.